# 松多爾山 (西爾卡-埃爾奧羅)
14°07′27″S 72°58′29″W / 14.12417°S 72.97472°W
松多爾山（Sondor），是秘魯的山峰，位於該國南部阿普里馬克大區，由西爾卡區和埃爾奧羅區負責管轄，屬於安地斯山脈的一部分，海拔高度4,800米。